# Kōshū
Kōshū (甲州市, Kōshū-shi) és una ciutat de la prefectura de Yamanashi, al Japó.
L'any 2015 tenia una població estimada de 33.731 habitants i una densitat de població de 127 habitants per km². Té una àrea total de 264.11 km².

## Geografia
Kōshū està situada al nord-est de la prefectura de Yamanashi.

### Municipalitats veïnes
- Prefectura de Yamanashi
  - Yamanashi
  - Fuefuki
  - Ōtsuki
  - Kosuge
  - Tabayama
- Prefectura de Saitama
  - Chichibu

## Història
La ciutat actual de Kōshū fou establerta l'1 de novembre de 2005 com a resultat de la fusió de la ciutat d'Enzan, el poble de Katsunuma i la vila de Yamato (del districte de Higashiyamanashi).

## Economia
La majoria de l'àrea de la ciutat és agrícola, i és especialment coneguda per la seva producció de raïm i vi.

## Agermanament
- – Futtsu, Chiba, Japó, des de l'1 de desembre de 1977 (amb l'antigua ciutat d'Enzan)Ames (Iowa)
- – Ames, Iowa, EUA, des del 20 de setembre de 1993 (amb l'antiga ciutat d'Enzan)[2]
- – Beaune, Côte-d'Or, França, des del 18 de setembre de 1976 (amb l'antic municipi de Katsunuma)[3]
- – Turpan, Xinjiang, Xina, des del 3 d'octubre de 2000 (amb l'antic municipi de Katsunuma)[3]